# Pucawan
Pucawan är en ort i Australien. Den ligger i kommunen Temora Municipality och delstaten New South Wales, i den sydöstra delen av landet, omkring 360 kilometer väster om delstatshuvudstaden Sydney. Orten hade 36 invånare år 2021.
Närmaste större samhälle är Temora, omkring 17 kilometer öster om Pucawan.